# Булгаркьой (дем Димотика)
 Тази статия е за селото в Гърция.  За селото в Турция вижте Булгаркьой.  
Булгаркьой или Балъ Булгаркьой (на гръцки: Ελληνοχώρι, Елинохори, катаревуса: Ελληνοχώριον, Елинохорион, старо: Βουλγάρκιοϊ, Вулгаркьой, на турски: Balı-Bulgarköy) е село в Република Гърция, дем Димотика (Дидимотихо), област Източна Македония и Тракия със 756 жители (2001).

## География
Селото е разположено на три километра западно от град Димотика (Дидимотихо) на левия бряг на Луда река (Еритропотамос).

## История
Името на селото в превод от турски означава българско село или медено българско село. След като след края на Първата световна война селото попада в Гърция е прекръстено на Елинохори, в превод гръцко село. В „Етнография на вилаетите Адрианопол, Монастир и Салоника“, издадена в Константинопол в 1878 година и отразяваща статистиката на населението от 1873 г., селото е отбелязано като българско с 90 домакинства и 412 жители.
При избухването на Балканската война в 1912 година двама души от Булгаркьой са доброволци в Македоно-одринското опълчение.

## Личности
Родени в Булгаркьой
- Атанас Тодоров (1892 – ?), македоно-одрински опълченец, Първа рота на Единадесета сярска дружина[3]
- Васил Ставрев (1894 – 1913), македоно-одрински опълченец, Трета рота на Единадесета сярска дружина, починал от перитонит на 22 март 1913 година[4]
- Михалис Гарудис (р. 1940), гръцки и български художник
- Панайотис Гуджимисис (р. 1941), български художник